# Georg Hüter

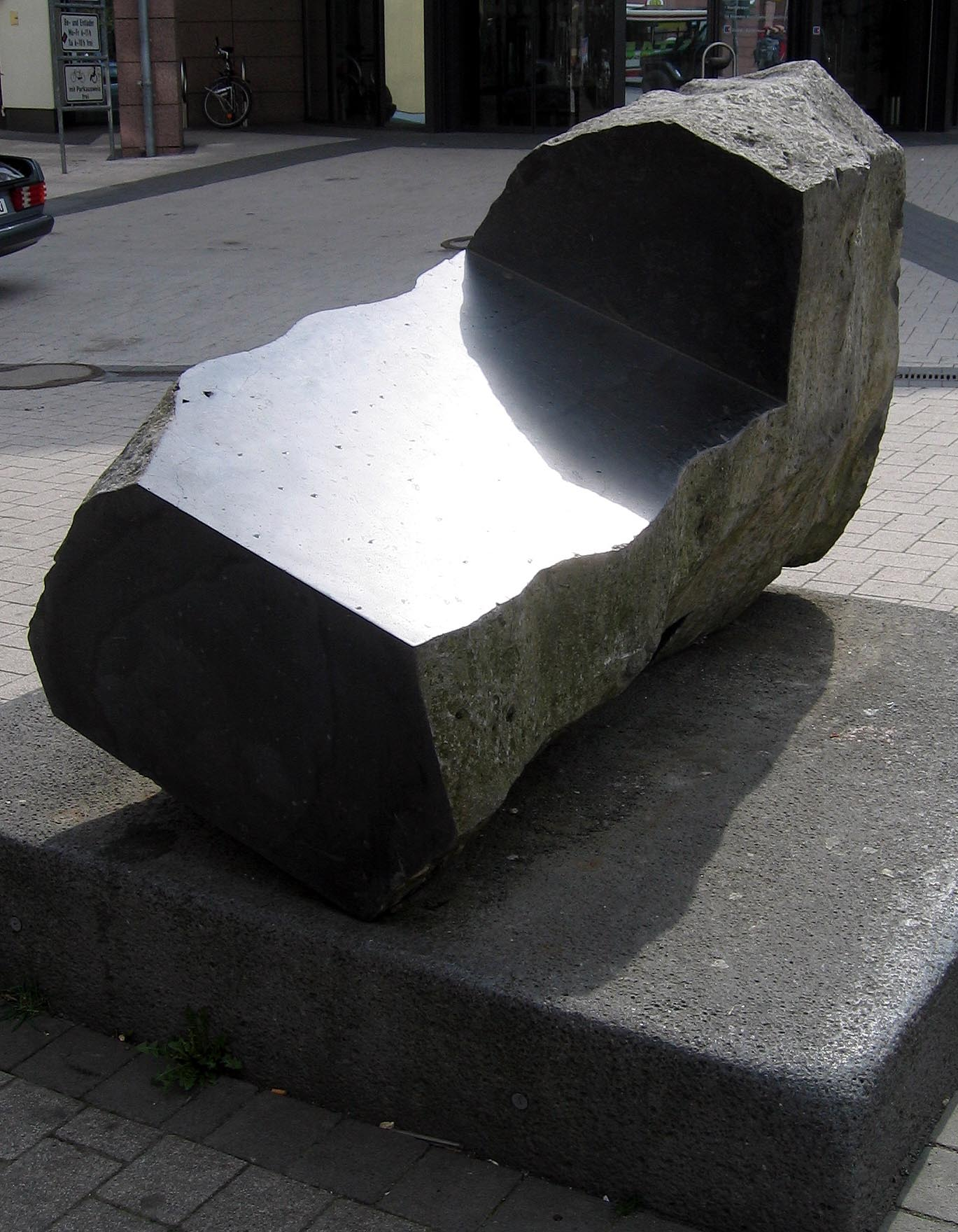
Ohne Titel, 2002, vor dem Kunstverein in Marburg

Georg Hüter (* 1948 in Seligenstadt) ist ein deutscher Bildhauer. Sein bevorzugtes Material ist der Basaltstein, aus dem er „elementare, archaische Formen“ herausschneidet.

## Leben
Georg Hüter absolvierte ein Studium der Bildhauerei an der Frankfurter Städelschule bei Michael Croissant. Von 1979 bis 1981 war er zwei Jahre Assistent an der Architekturabteilung der TU Braunschweig bei Jürgen Weber. Danach lehrte er zwei Jahre von 1981 bis 1983 an der Hochschule Hildesheim. 1989 wurde er Leiter der Fachschule für Steinmetze und Steinbildhauer in Aschaffenburg. Diese Funktion übte er bis 1999 aus. Von 2004 bis 2016 hatte er einen Lehrauftrag an der Hochschule für Gestaltung Offenbach am Main. Er lebt und arbeitet in Schmerlenbach (Hösbach/Winzenhohl) nahe Aschaffenburg.

## Ausstellungen

### Einzelausstellungen
- 1989: LBS Hessen, Frankfurt am Main, „Georg Hüter, Plastiken - Zeichnungen“
- 1991: Galerie Oltmanns, in Unkel/Bonn
- 1991: Jesuitenkirche Aschaffenburg (Galerie der Stadt Aschaffenburg), „Georg Hüter – Steine und Papierarbeiten“
- 1992: Lindinger + Schmid, Regensburg
- 2024: Galerie Ohnesorge, Bremen

### Ausstellungsbeteiligungen
- 1976: Hessischer Rundfunk, Frankfurt am Main, „Marlies-Heß-Stiftung“
- 1977: „35 vom Städel“, Frankfurter Kunstverein
- 1980: Altstadtrathaus Braunschweig
- 1982: „Lenin“, ein Tangoprojekt in den Philanthropien, Frankfurt am Main,
- 1985: Fuggerschloss Kirchheim/Mindel, XPO Galerie, Hamburg (mit Isivän Laurer, Bernd Vossmerbäumer)
- 1986: Raum 41, Bonn (mit Ulrich Diekmann, Petra Falk, Otmar Hörl, Istvan Laurer, Joachim Raab, Victor Sandvec, Bernd Vossmerbäumer)
- 1988: Fuggerschloss Kirchheim, „Plastiken im Mühlgarten“, ehemalige Abtei Seligenstadt (mit Richard Heß, Ottmar Hörl, Hans Steinbrenner)
- 1991: Karmeliterkloster, Frankfurt am Main „Kapitel 2, Ausstellung zur Kunst in Frankfurt 1991“
- 1991: Atelier 340, Brüssel, „Schlichtheit des Steins“
- 1992: „STADT-WERKE“, Kunst zwischen Stift und Schloss, Neuer Kunstverein Aschaffenburg
- 1999: Bildhauersymposium Flörsheim am Main (zuzuku) „Steine am Panoramweg“[4][5]
- 2003: Galerie Maria Kreuzer, Amorbach, Skulpturenausstellung in der Stadt
- 2009: Neuer Kunstverein Aschaffenburg, „Die Rückkehr der glorreichen Sechs“, mit Urs Breitenstein, Gloria Friedmann, Ludger Gerdes, Georg Hüter, Ottmar Hörl, Wolfgang Luy
- 2009: Doppelausstellung zusammen mit Ralph Fleck (großformatige Malerei) im Marburger Kunstverein[6]

## Aktionen
- 1991: Aktion I, Neuer Kunstverein Aschaffenburg e.V. „2 Bildhauer: Georg Hüter, Stein / Dieter Oehm, Piano“
- Aktion II, Atelier 340, Brüssel, „2 sculpteurs: Georg Hüter, Pierre / Dieter Oehm“
- 2012: Installation Passion, während der Passionszeit in der Elisabethkirche Marburg

## Werke im öffentlichen Raum
- 1981: Pegasus, auf dem Giebel der Alten Oper, war im Krieg zerstört worden und wurde von ihm neu gestaltet, siehe Pegasus-Skulptur (Frankfurt am Main)[7]
- 1981: „Pferd auf Rädern aus Industriemüll“ in Jever
- 1991: Plastik des Heiligen Florian am alten Rathaus in Aschaffenburg-Obernau, von W. Xaver Fischer Aschaffenburg entworfen und ausgeführt in der Steinmetzschule Aschaffenburg unter der Leitung von Georg Hüter
- 1994: Bronzeplastik des Heiligen Laurentius, am Friedrich Krane-Platz in Aschaffenburg-Leider
- 1998: Roter Sandstein „Stadt-Werke“, Objekt vor der Steinmetzschule (im Volksmund „Steinwippe“ genannt)
- 2000: Kopie des 300 Jahre alten Bildstocks „Sieben Fußfälle“ zur Kreuzkapelle in Großostheim[8]
- 2003: Ehrenmal für die Gefallenen, an der Kilianskirche in Aschaffenburg-Nilkheim
- 2004: Pieta, im Innenhof des Würzburger Priesterseminars[9]
- 2005: „Park der Zeiten“, in Schramberg, Bank der 4 Himmelsrichtungen[10]
- 2007: (ohne Titel), Steinskulptur vor dem Haus der Begegnung, Frankfurt am Main